# Lista de ministros do Trabalho de Portugal

Bandeira de ministro de Portugal.

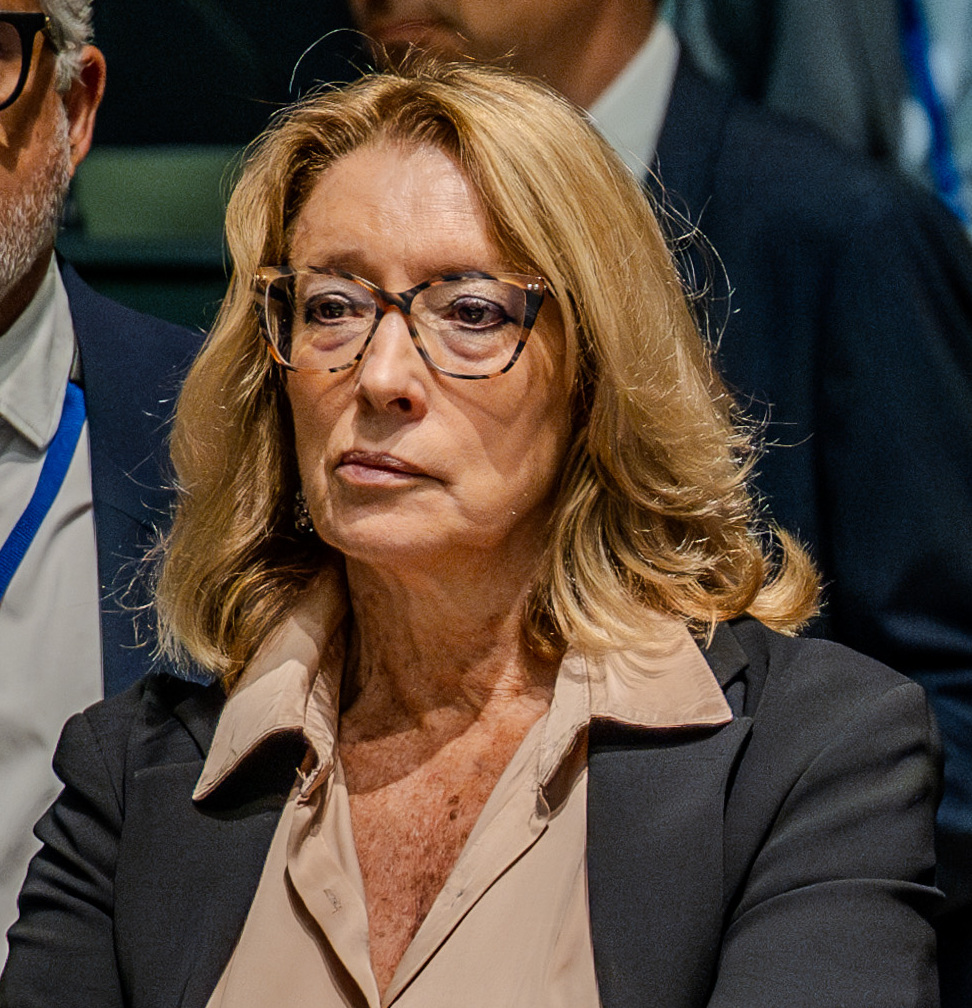
Maria do Rosário Palma Ramalho, atual ministro do Trabalho, Solidariedade e Segurança Social.

Esta é uma lista de ministros detentores da pasta do Trabalho ou do Emprego, bem como da Previdência/Segurança Social e da Solidariedade da República Portuguesa, desde a criação do Ministério do Trabalho e Previdência Social a 17 de março de 1916 até aos dias de hoje e à integração da pasta no Ministério da Solidariedade, Emprego e Segurança Social. A lista cobre a Primeira República (1910–1926), o período ditatorial da Ditadura Militar, Ditadura Nacional e Estado Novo (1926–1974) e o atual período democrático (1974–presente).

## Designação
Entre 1916 e a atualidade, o cargo teve as seguintes designações:
- Ministro do Trabalho e Previdência Social — designação usada entre 17 de março de 1916 e 5 de novembro de 1917;
- Ministro do Trabalho — designação usada entre 5 de novembro de 1917 e 15 de maio de 1918;
- Secretário de Estado do Trabalho — designação usada entre 15 de maio de 1918 e 16 de dezembro de 1918;
- Ministro do Trabalho — designação usada entre 16 de dezembro de 1918 e 27 de novembro de 1925;
- Cargo extinto — entre 27 de novembro de 1925 e 2 de agosto de 1950
- Ministro das Corporações e Previdência Social — designação usada entre 2 de agosto de 1950 e 7 de novembro de 1973;
- Ministro das Corporações e Segurança Social — designação usada entre 7 de novembro de 1973 e 16 de maio de 1974;
- Ministro do Trabalho — designação usada entre 16 de maio de 1974 e 9 de junho de 1983;
- Ministro do Trabalho e da Segurança Social — designação usada entre 9 de junho de 1983 e 17 de agosto de 1987;
- Ministro do Emprego e da Segurança Social — designação usada entre 17 de agosto de 1987 e 28 de outubro de 1995;
- Separação do Trabalho e da Segurança Social em ministérios diferentes:
  - Ministro para a Qualificação e Emprego — designação usada entre 28 de outubro de 1995 e 25 de novembro de 1997;
  - Ministro da Solidariedade e Segurança Social — designação usada entre 28 de outubro de 1995 e 25 de novembro de 1997;
- Ministro do Trabalho e da Solidariedade — designação usada entre 25 de novembro de 1997 e 6 de abril de 2002;
- Ministro da Segurança Social e do Trabalho — designação usada entre 6 de abril de 2002 e 17 de julho de 2004;
- Separação do Trabalho e da Segurança Social em ministérios diferentes:
  - Ministro de Estado, das Atividades Económicas e do Trabalho — designação usada entre 17 de julho de 2004 e 12 de março de 2005;
  - Ministro da Segurança Social, da Família e da Criança — designação usada entre 17 de julho de 2004 e 12 de março de 2005;
- Ministro do Trabalho e Solidariedade Social — designação usada entre 12 de março de 2005 e 21 de junho de 2011;
- Separação do Trabalho e da Segurança Social em ministérios diferentes:
  - Ministro da Economia e do Emprego — designação usada entre 21 de junho de 2011 e 24 de julho de 2013;
  - Ministro da Solidariedade e Segurança Social — designação usada entre 21 de junho de 2011 e 24 de julho de 2013;
- Ministro da Solidariedade, Emprego e Segurança Social — designação usada entre 24 de julho de 2013 e 26 de novembro de 2015;
- Ministro do Trabalho, Solidariedade e Segurança Social — designação usada desde 26 de novembro de 2015.

## Numeração
Para efeitos de contagem, regra geral, não contam os ministros interinos em substituição de um ministro vivo e em funções. Já nos casos em que o cargo é ocupado interinamente, mas não havendo um ministro efetivamente em funções, o ministro interino conta para a numeração. Os casos em que o ministro não chega a tomar posse não são contabilizados. Os períodos em que o cargo foi ocupado por órgãos coletivos também não contam na numeração desta lista.
São contabilizados os períodos em que o ministro esteve no cargo ininterruptamente, não contando se este serve mais do que um mandato, e não contando ministros provisórios durante os respetivos mandatos. Ministros que sirvam em períodos distintos são, obviamente, distinguidos numericamente. No caso de José Domingues dos Santos, cujo mandato é interrompido pelo do não empossado José Joaquim Fernandes de Almeida, sendo reconduzido no cargo no próprio dia, conta apenas como uma passagem pelo ministério.

## Lista
Legenda de cores
(para partidos e correntes políticas)
| Primeira República (1911–1926)           | |                     |                         |                         |         |                                                                                   |
| #                                        | Ministro do Trabalho e Previdência Social (Nascimento–Morte) | Retrato             | Início do mandato       | Fim do mandato          | Governo | Governo                                                                           |
| Governos Constitucionais (1910–1917)     | |                     |                         |                         |         |                                                                                   |
| 1                                        | António Maria da Silva (1872–1950) |                     | 17 de março de 1916     | 25 de abril de 1917     |         | XIII Almeida                                                                      |
| 2                                        | Eduardo Alberto Lima Basto (1875–1942) |                     | 25 de abril de 1917     | 5 de novembro de 1917   |         | XIV Costa                                                                         |
| #                                        | Ministro do Trabalho (Nascimento–Morte) | Retrato             | Início do mandato       | Fim do mandato          |         | XIV Costa                                                                         |
| –                                        | Eduardo Alberto Lima Basto (continuação) (1875–1942) |                     | 5 de novembro de 1917   | 8 de dezembro de 1917   |         | XIV Costa                                                                         |
| República Nova (1917–1918                | |                     |                         |                         |         |                                                                                   |
| –                                        | Junta Revolucionária composta por: Sidónio Bernardino Cardoso da Silva Pais (Presidente) António Maria de Azevedo Machado Santos (Vogal) José Feliciano da Costa Júnior (Vogal)                                                                 |                     | 8 de dezembro de 1917   | 11 de dezembro de 1917  |         | ——                                                                                |
| 3                                        | José Feliciano da Costa Júnior (1884–1929) |                     | 11 de dezembro de 1917  | 15 de maio de 1918      |         | XV Sidónio Pais                                                                   |
| #                                        | Secretário de Estado do Trabalho (Nascimento–Morte) | Retrato             | Início do mandato       | Fim do mandato          | Governo | Governo                                                                           |
| 4                                        | Henrique Ventura Forbes de Bessa (1894–1920) |                     | 15 de maio de 1918      | 16 de dezembro de 1918  |         | XVI Pais (até 14 dez. 1918) Canto e Castro (desde 15 dez. 1918)                   |
| #                                        | Ministro do Trabalho (Nascimento–Morte) | Retrato             | Início do mandato       | Fim do mandato          |         | XVI Pais (até 14 dez. 1918) Canto e Castro (desde 15 dez. 1918)                   |
| –                                        | Henrique Ventura Forbes de Bessa (continuação) (1894–1920) |                     | 16 de dezembro de 1918  | 23 de dezembro de 1918  |         | XVI Pais (até 14 dez. 1918) Canto e Castro (desde 15 dez. 1918)                   |
| Governos Constitucionais (1918–1926)     | |                     |                         |                         |         |                                                                                   |
| –                                        | Henrique Ventura Forbes de Bessa (continuação) (1894–1920) |                     | 23 de dezembro de 1918  | 7 de janeiro de 1919    |         | XVII Tamagnini Barbosa                                                            |
| 5                                        | Eurico Máximo Cameira Coelho e Sousa (1888–1938) |                     | 7 de janeiro de 1919    | 27 de janeiro de 1919   |         | XVIII Tamagnini Barbosa                                                           |
| 6                                        | Augusto Dias da Silva (1887–1928) |                     | 27 de janeiro de 1919   | 6 de maio de 1919       |         | XIX José Relvas                                                                   |
| 6                                        | Augusto Dias da Silva (1887–1928) | XX Domingos Pereira | 27 de janeiro de 1919   | 6 de maio de 1919       |         |                                                                                   |
| 7                                        | Jorge de Vasconcelos Nunes (1878–1936) |                     | 6 de maio de 1919       | 29 de junho de 1919     |         |                                                                                   |
| 8                                        | José Domingues dos Santos (1887–1958) |                     | 29 de junho de 1919     | 15 de janeiro de 1920   |         | XXI Alfredo de Sá Cardoso                                                         |
| –                                        | José Joaquim Fernandes de Almeida (não empossado) (1867–n/d) |                     | 15 de janeiro de 1920   | 15 de janeiro de 1920   |         | XXII Fernandes Costa                                                              |
| –                                        | José Domingues dos Santos (reconduzido) (1887–1958) |                     | 15 de janeiro de 1920   | 21 de janeiro de 1920   |         | XXI Sá Cardoso                                                                    |
| 9                                        | Amílcar da Silva Ramada Curto (1886–1961) |                     | 21 de janeiro de 1920   | 8 de março de 1920      |         | XXIII Domingos Pereira                                                            |
| 10                                       | Bartolomeu dos Mártires e Sousa Severino (1878–1953) |                     | 8 de março de 1920      | 26 de junho de 1920     |         | XXIV Baptista (até 6 jun. 1920) Ramos Preto (desde 6 jun. 1920)                   |
| 11                                       | José António da Costa Júnior (1872–1931) |                     | 26 de junho de 1920     | 19 de julho de 1920     |         | XXV Silva                                                                         |
| 12                                       | Júlio Ernesto de Lima Duque (1856–1927) |                     | 19 de julho de 1920     | 20 de novembro de 1920  |         | XXVI Granjo                                                                       |
| –                                        | Adriano Gomes Ferreira Pimenta (não empossado) (1883–1926) |                     | 20 de novembro de 1920  | 22 de novembro de 1920  |         | XXVII A. Castro                                                                   |
| 13                                       | António Joaquim Ferreira da Fonseca (interino) (1887–1937) |                     | 22 de novembro de 1920  | 30 de novembro de 1920  |         | XXVII A. Castro                                                                   |
| 14                                       | José Domingues dos Santos (2.ª vez) (1887–1958) |                     | 30 de novembro de 1920  | 23 de maio de 1921      |         | XXVIII Pinto                                                                      |
| 14                                       | José Domingues dos Santos (2.ª vez) (1887–1958) | XXIX Machado        | 30 de novembro de 1920  | 23 de maio de 1921      |         |                                                                                   |
| 15                                       | Tomé José de Barros Queirós (interino) (1872–1926) |                     | 23 de maio de 1921      | 24 de maio de 1921      |         | XXX Barros Queirós                                                                |
| 16                                       | Júlio Ernesto de Lima Duque (2.ª vez) (1856–1927) |                     | 24 de maio de 1921      | 19 de outubro de 1921   |         | XXX Barros Queirós                                                                |
| 16                                       | Júlio Ernesto de Lima Duque (2.ª vez) (1856–1927) | XXXI Granjo         | 24 de maio de 1921      | 19 de outubro de 1921   |         |                                                                                   |
| 17                                       | António Augusto Pires de Carvalho (interino) (1864–1947) |                     | 19 de outubro de 1921   | 25 de outubro de 1921   |         | XXXII Coelho                                                                      |
| 18                                       | Alfredo Pinto de Azevedo e Sousa (1877–n/d) |                     | 25 de outubro de 1921   | 2 de novembro de 1921   |         | XXXII Coelho                                                                      |
| 19                                       | Manuel Maria Coelho (interino) (1857–1943) |                     | 2 de novembro de 1921   | 5 de novembro de 1921   |         | XXXII Coelho                                                                      |
| –                                        | António Alberto Torres Garcia (não empossado) (1889–1937) |                     | 5 de novembro de 1921   | 5 de novembro de 1921   |         | XXXIII Maia Pinto                                                                 |
| 20                                       | Francisco Xavier Peres Trancoso (interino) (1876–1953) |                     | 5 de novembro de 1921   | 16 de dezembro de 1921  |         | XXXIII Maia Pinto                                                                 |
| 21                                       | Augusto Joaquim Alves dos Santos (1866–1924) |                     | 16 de dezembro de 1921  | 6 de fevereiro de 1922  |         | XXXIV Cunha Leal                                                                  |
| 22                                       | Vasco Borges (interino desde 30 de novembro) (1882–1942) |                     | 6 de fevereiro de 1922  | 7 de dezembro de 1922   |         | XXXV Silva                                                                        |
| 22                                       | Vasco Borges (interino desde 30 de novembro) (1882–1942) | XXXVI Silva         | 6 de fevereiro de 1922  | 7 de dezembro de 1922   |         |                                                                                   |
| 23                                       | Leonardo José Coimbra (interino) (1883–1936) |                     | 7 de dezembro de 1922   | 9 de janeiro de 1923    |         | XXXVII Silva                                                                      |
| 24                                       | Alberto da Cunha Rocha Saraiva (1886–1946) |                     | 9 de janeiro de 1923    | 15 de novembro de 1923  |         | XXXVII Silva                                                                      |
| 25                                       | Pedro Góis Pita (interino) (1891–1974) |                     | 15 de novembro de 1923  | 18 de dezembro de 1923  |         | XXXVIII Ginestal Machado                                                          |
| 26                                       | Júlio Ernesto de Lima Duque (3.ª vez) (1856–1927) |                     | 18 de dezembro de 1923  | 6 de julho de 1924      |         | XXXIX A. Castro                                                                   |
| 27                                       | Rodolfo Xavier da Silva Júnior (1877–1949) |                     | 6 de julho de 1924      | 22 de novembro de 1924  |         | XL Rodrigues Gaspar                                                               |
| 28                                       | João de Deus Ramos Júnior (1878–1953) |                     | 22 de novembro de 1924  | 15 de fevereiro de 1925 |         | XLI Domingues dos Santos                                                          |
| 29                                       | Ângelo de Sá Couto da Cunha Sampaio Maia (1886–1969) |                     | 15 de fevereiro de 1925 | 1 de julho de 1925      |         | XLII Guimarães                                                                    |
| 30                                       | António Joaquim Machado do Lago Cerqueira (1880–1945) |                     | 1 de julho de 1925      | 1 de agosto de 1925     |         | XLIII Silva                                                                       |
| 31                                       | Francisco Alberto da Costa Cabral (1879–1946) |                     | 1 de agosto de 1925     | 27 de novembro de 1925  |         | XLIV Domingos Pereira                                                             |
| –                                        | Cargo abolido |                     | 27 de novembro de 1925  | 29 de maio de 1926      | ——      | ——                                                                                |
| Segunda República (1926–1974)            | |                     |                         |                         |         |                                                                                   |
| #                                        | Pasta do Trabalho | Retrato             | Início do mandato       | Fim do mandato          | Governo | Governo                                                                           |
| Ditadura Militar (1926–1928)             | |                     |                         |                         |         |                                                                                   |
| –                                        | Cargo abolido |                     | 27 de novembro de 1925  | 18 de abril de 1928     | ——      | ——                                                                                |
| Ditadura Nacional (1928–1933)            | |                     |                         |                         |         |                                                                                   |
| –                                        | Cargo abolido |                     | 18 de abril de 1928     | 11 de abril de 1933     | ——      | ——                                                                                |
| Estado Novo (1933–1974)                  | |                     |                         |                         |         |                                                                                   |
| –                                        | Cargo abolido |                     | 11 de abril de 1933     | 2 de agosto de 1950     | ——      | ——                                                                                |
| #                                        | Ministro das Corporações e Previdência Social (Nascimento–Morte) | Retrato             | Início do mandato       | Fim do mandato          | Governo | Governo                                                                           |
| 32                                       | José Soares da Fonseca (1908–1969) |                     | 2 de agosto de 1950     | 7 de julho de 1955      |         | II Oliveira Salazar                                                               |
| 33                                       | Henrique Ferreira da Veiga de Macedo (1914–2005) |                     | 7 de julho de 1955      | 4 de maio de 1961       |         | II Oliveira Salazar                                                               |
| 34                                       | José João Gonçalves de Proença (1924–2012) |                     | 4 de maio de 1961       | 15 de janeiro de 1970   |         | II Oliveira Salazar                                                               |
| 34                                       | José João Gonçalves de Proença (1924–2012) | III Caetano         | 4 de maio de 1961       | 15 de janeiro de 1970   |         |                                                                                   |
| 35                                       | Baltasar Leite Rebelo de Sousa (1921–2002) |                     | 15 de janeiro de 1970   | 7 de novembro de 1973   |         |                                                                                   |
| #                                        | Ministro das Corporações e Segurança Social (Nascimento–Morte) | Retrato             | Início do mandato       | Fim do mandato          |         |                                                                                   |
| 36                                       | Joaquim Dias da Silva Pinto (1935–2022) |                     | 7 de novembro de 1973   | 25 de abril de 1974     |         |                                                                                   |
| Terceira República (1974–presente)       | |                     |                         |                         |         |                                                                                   |
| #                                        | Ministro das Corporações e Segurança Social (Nascimento–Morte) | Retrato             | Início do mandato       | Fim do mandato          | Governo | Governo                                                                           |
| Junta de Salvação Nacional (1974)        | |                     |                         |                         |         |                                                                                   |
| –                                        | Junta de Salvação Nacional composta por: António Sebastião Ribeiro de Spínola (Presidente) Francisco da Costa Gomes Jaime Silvério Marques Manuel Diogo Neto Carlos Galvão de Melo José Baptista Pinheiro de Azevedo António Alva Rosa Coutinho |                     | 25 de abril de 1974     | 16 de maio de 1974      |         | ——                                                                                |
| Governos Provisórios (1974–1976)         | |                     |                         |                         |         |                                                                                   |
| #                                        | Ministro do Trabalho (Nascimento–Morte) | Retrato             | Início do mandato       | Fim do mandato          | Governo | Governo                                                                           |
| 37                                       | Avelino António Pacheco Gonçalves (1939–) |                     | 16 de maio de 1974      | 17 de julho de 1974     |         | I Prov. Palma Carlos                                                              |
| 38                                       | José Inácio da Costa Martins (1938–2010) |                     | 17 de julho de 1974     | 19 de setembro de 1975  |         | II Prov. Gonçalves                                                                |
| 38                                       | José Inácio da Costa Martins (1938–2010) | III Prov. Gonçalves | 17 de julho de 1974     | 19 de setembro de 1975  |         |                                                                                   |
| 38                                       | José Inácio da Costa Martins (1938–2010) | IV Prov. Gonçalves  | 17 de julho de 1974     | 19 de setembro de 1975  |         |                                                                                   |
| 38                                       | José Inácio da Costa Martins (1938–2010) | V Prov. Gonçalves   | 17 de julho de 1974     | 19 de setembro de 1975  |         |                                                                                   |
| 39                                       | João Pedro Tomás Rosa (n/d–n/d) |                     | 19 de setembro de 1975  | 23 de julho de 1976     |         | VI Prov. Pinheiro de Azevedo                                                      |
| Governos Constitucionais (1976-Presente) | |                     |                         |                         |         |                                                                                   |
| 40                                       | Francisco Marcelo Monteiro Curto (1939–2001) |                     | 23 de julho de 1976     | 25 de março de 1977     |         | I Soares                                                                          |
| 41                                       | António Manuel Maldonado Gonelha (1935–2022) |                     | 25 de março de 1977     | 29 de agosto de 1978    |         | I Soares                                                                          |
| 41                                       | António Manuel Maldonado Gonelha (1935–2022) | II Soares           | 25 de março de 1977     | 29 de agosto de 1978    |         |                                                                                   |
| 42                                       | António Seixas da Costa Leal (1921–2007) |                     | 29 de agosto de 1978    | 22 de novembro de 1978  |         | III Nobre da Costa                                                                |
| 43                                       | Eusébio Marques de Carvalho (1935–) |                     | 22 de novembro de 1978  | 1 de agosto de 1979     |         | IV Mota Pinto                                                                     |
| 44                                       | Jorge de Carvalho Sá Borges (1933–2009) |                     | 1 de agosto de 1979     | 3 de janeiro de 1980    |         | V Pintasilgo                                                                      |
| 45                                       | Eusébio Marques de Carvalho (2.ª vez) (1935–) |                     | 3 de janeiro de 1980    | 9 de janeiro de 1981    |         | VI Sá Carneiro (até 4 dez. 1980) Freitas do Amaral (desde 4 dez. 1980) (interino) |
| 46                                       | Henrique Alberto Freitas do Nascimento Rodrigues (1940–2010) |                     | 9 de janeiro de 1981    | 4 de setembro de 1981   |         | VII Pinto Balsemão                                                                |
| 47                                       | António José de Barros Queirós Martins (1945–2010) |                     | 4 de setembro de 1981   | 12 de junho de 1982     |         | VIII Pinto Balsemão                                                               |
| 48                                       | Luís Alberto Garcia Ferrero Morales (1935–) |                     | 12 de junho de 1982     | 9 de junho de 1983      |         | VIII Pinto Balsemão                                                               |
| #                                        | Ministro do Trabalho e da Segurança Social (Nascimento–Morte) | Retrato             | Início do mandato       | Fim do mandato          | Governo | Governo                                                                           |
| 49                                       | Amândio Anes de Azevedo (1928–) |                     | 9 de junho de 1983      | 6 de novembro de 1985   |         | IX Soares                                                                         |
| 50                                       | Luís Fernando de Mira Amaral (1945–) |                     | 6 de novembro de 1985   | 17 de agosto de 1987    |         | X Cavaco Silva                                                                    |
| #                                        | Ministro do Emprego e da Segurança Social (Nascimento–Morte) | Retrato             | Início do mandato       | Fim do mandato          | Governo | Governo                                                                           |
| 51                                       | José Albino da Silva Peneda (1950–) |                     | 17 de agosto de 1987    | 7 de dezembro de 1993   |         | XI Cavaco Silva                                                                   |
| 51                                       | José Albino da Silva Peneda (1950–) | XII Cavaco Silva    | 17 de agosto de 1987    | 7 de dezembro de 1993   |         |                                                                                   |
| 52                                       | José Bernardo Veloso Falcão e Cunha (1932–2009) |                     | 7 de dezembro de 1993   | 28 de outubro de 1995   |         |                                                                                   |
| #                                        | Ministro para a Qualificação e o Emprego (Nascimento–Morte) | Retrato             | Início do mandato       | Fim do mandato          | Governo | Governo                                                                           |
| 53                                       | Maria João Fernandes Rodrigues (1955–) |                     | 28 de outubro de 1995   | 25 de novembro de 1997  |         | XIII Guterres                                                                     |
| #                                        | Ministro do Trabalho e da Solidariedade (Nascimento–Morte) | Retrato             | Início do mandato       | Fim do mandato          | Governo | Governo                                                                           |
| 54                                       | Eduardo Luís Barreto Ferro Rodrigues (1949–) |                     | 25 de novembro de 1997  | 10 de março de 2001     |         | XIII Guterres                                                                     |
| 54                                       | Eduardo Luís Barreto Ferro Rodrigues (1949–) | XIV Guterres        | 25 de novembro de 1997  | 10 de março de 2001     |         |                                                                                   |
| 55                                       | Paulo José Fernandes Pedroso (1965–) |                     | 10 de março de 2001     | 6 de abril de 2002      |         |                                                                                   |
| #                                        | Ministro da Segurança Social e do Trabalho (Nascimento–Morte) | Retrato             | Início do mandato       | Fim do mandato          | Governo | Governo                                                                           |
| 56                                       | António José de Castro Bagão Félix (1948–) |                     | 6 de abril de 2002      | 17 de julho de 2004     |         | XV Durão Barroso                                                                  |
| #                                        | Ministro de Estado, das Atividades Económicas e do Trabalho (Nascimento–Morte) | Retrato             | Início do mandato       | Fim do mandato          | Governo | Governo                                                                           |
| 57                                       | Álvaro Roque de Pinho de Bissaia Barreto (1936–2020) |                     | 17 de julho de 2004     | 12 de março de 2005     |         | XVI Santana Lopes                                                                 |
| #                                        | Ministro do Trabalho e da Solidariedade Social (Nascimento–Morte) | Retrato             | Início do mandato       | Fim do mandato          | Governo | Governo                                                                           |
| 58                                       | José António Fonseca Vieira da Silva (1953–) |                     | 12 de março de 2005     | 26 de outubro de 2009   |         | XVII Sócrates                                                                     |
| 59                                       | Maria Helena dos Santos André (1960–) |                     | 26 de outubro de 2009   | 21 de junho de 2011     |         | XVIII Sócrates                                                                    |
| #                                        | Ministro da Economia e do Emprego (Nascimento–Morte) | Retrato             | Início do mandato       | Fim do mandato          | Governo | Governo                                                                           |
| 60                                       | Álvaro Miguel Rodrigues dos Santos Pereira (1972–) |                     | 21 de junho de 2011     | 24 de julho de 2013     |         | XIX Passos Coelho                                                                 |
| #                                        | Ministro da Solidariedade, Emprego e Segurança Social (Nascimento–Morte) | Retrato             | Início do mandato       | Fim do mandato          | Governo | Governo                                                                           |
| 61                                       | Luís Pedro Russo da Mota Soares (1974–) |                     | 24 de julho de 2013     | 26 de novembro de 2015  |         | XIX Passos Coelho                                                                 |
| 61                                       | Luís Pedro Russo da Mota Soares (1974–) | XX Passos Coelho    | 24 de julho de 2013     | 26 de novembro de 2015  |         |                                                                                   |
| #                                        | Ministro do Trabalho, Solidariedade e Segurança Social (Nascimento–Morte) | Retrato             | Início do mandato       | Fim do mandato          | Governo | Governo                                                                           |
| 62                                       | José António Fonseca Vieira da Silva (2.ª vez) (1953–) |                     | 26 de novembro de 2015  | 26 de outubro de 2019   |         | XXI Costa                                                                         |
| 63                                       | Ana Manuel Jerónimo Lopes Correia Mendes Godinho (1972–) |                     | 26 de outubro de 2019   | 2 de abril de 2024      |         | XXII Costa                                                                        |
| 63                                       | Ana Manuel Jerónimo Lopes Correia Mendes Godinho (1972–) | XXIII Costa         | 26 de outubro de 2019   | 2 de abril de 2024      |         |                                                                                   |
| 64                                       | Maria do Rosário Valente Rebelo Pinto Palma Ramalho (1960–) |                     | 2 de abril de 2024      | presente                |         | XXIV Montenegro                                                                   |
| XXV Montenegro                           | |                     |                         |                         |         |                                                                                   |

### Períodos em que a tutela da Segurança Social foi integrada em ministério distinto
| #    | Ministro da Solidariedade e Segurança Social (Nascimento–Morte)          | Retrato | Início do mandato      | Fim do mandato         | Governo | Governo           |
| ---- | ------------------------------------------------------------------------ | ------- | ---------------------- | ---------------------- | ------- | ----------------- |
| (53) | Eduardo Luís Barreto Ferro Rodrigues (1949–)                             |         | 28 de outubro de 1995  | 25 de novembro de 1997 |         | XIII Guterres     |
| #    | Pasta da Segurança Social                                                | Retrato | Início do mandato      | Fim do mandato         | Governo | Governo           |
| –    | Segurança Social incluída na pasta do Emprego/Trabalho                   |         | 25 de novembro de 1997 | 17 de julho de 2004    | ——      | ——                |
| #    | Ministro da Segurança Social, da Família e da Criança (Nascimento–Morte) | Retrato | Início do mandato      | Fim do mandato         | Governo | Governo           |
| (57) | Fernando Mimoso Negrão (1955–)                                           |         | 17 de julho de 2004    | 12 de março de 2005    |         | XVI Santana Lopes |
| #    | Pasta da Segurança Social                                                | Retrato | Início do mandato      | Fim do mandato         | Governo | Governo           |
| –    | Segurança Social incluída na pasta do Emprego/Trabalho                   |         | 12 de março de 2005    | 21 de junho de 2011    | ——      | ——                |
| #    | Ministro da Solidariedade e Segurança Social (Nascimento–Morte)          | Retrato | Início do mandato      | Fim do mandato         | Governo | Governo           |
| (60) | Luís Pedro Russo da Mota Soares (1974–)                                  |         | 21 de junho de 2011    | 24 de julho de 2013    |         | XIX Passos Coelho |
| #    | Pasta da Segurança Social                                                | Retrato | Início do mandato      | Fim do mandato         | Governo | Governo           |
| –    | Segurança Social incluída na pasta do Emprego/Trabalho                   |         | 24 de julho de 2013    | presente               | ——      | ——                |